# 375 Ursula
375 Ursula је астероид главног астероидног појаса чија средња удаљеност од Сунца износи 3,123 астрономских јединица (АЈ).
Апсолутна магнитуда астероида је 7,47 а геометријски албедо 0,301.